# Bioteknologiindustri
Bioteknologiindustrien eller biotekindustrien er en fællesbetegnelse for private virksomheder, der forsker i brugen af levende organismer til fremstilling af f.eks. fødevarer eller lægemidler ved hjælp af gensplejsning, genteknologi eller andre metoder.